# Pékin 2008 (jeu vidéo)
Beijing 2008 est le jeu officiel des Jeux olympiques d'été de 2008 à Pékin
Le jeu comporte 32 équipes nationales et 38 épreuves.

## Disciplines
Les épreuves suivantes se trouvent dans le jeu :
| - Athlétisme - 100 m - 200 m - 400 m - 800 m - 1500 m - 100 m haies (femmes seulement) - 110 m haies (hommes seulement) - Saut en hauteur - Saut à la perche - Saut en longueur - Triple saut - Lancer du poids - Lancer du disque - Lancer du marteau - Lancer du javelot - Natation - 50 m nage libre (homme seulement) - 100 m dos (homme seulement) - 100 m papillon (homme seulement) - 100 m brasse (homme seulement) - Plongeon - Tremplin à 3 m (femme seulement) - Plateforme à 10 m (femme seulement) | - Gymnastique - Barres parallèles (homme seulement) - Saut de cheval (homme seulement) - Anneaux (homme seulement) - Sol (femme seulement) - Poutre (femme seulement) - Barres asymétriques (femme seulement) - Tir - Tir au pigeon d'argile (homme seulement) - 10 m pistolet à air comprimé (homme seulement) - Pistolet / 25 mètres / Vitesse olympique (homme seulement) - Autres sports - Tir à l'arc, individuel (femme seulement) - Haltérophilie, +105 kg (homme seulement) - Cyclisme sur piste, Poursuite par équipes (homme seulement) - Canoë/Kayak K1, (homme seulement) - Judo, 81–90 kg (homme seulement) - Tennis de table, singles (homme seulement) |

En plus des épreuves mentionnées ci-dessus, le décathlon et l'heptathlon ont été ajoutés au jeu.

## Nations représentées
- Australie
- Autriche
- Bahamas
- Belgique
- Brésil
- Canada
- Chine
- Cuba
- Danemark
- Éthiopie
- Finlande
- France
- Allemagne
- Grande-Bretagne
- Grèce
- Irlande
- Italie
- Jamaïque
- Japon
- Kenya
- Mexique
- Pays-Bas
- Nouvelle-Zélande
- Norvège
- Pologne
- Portugal
- Russie
- Afrique du Sud
- Corée du Sud
- Espagne
- Suède
- États-Unis